# شرطة سياحية
الشرطة السياحية جهاز شرطي يختص بتأمين المناطق السياحية ومن يرتادها وبحل مشكلات أي سائح يتعرض للإستغلال في أي فندق أو مطعم أو تاكسي أو أحد الأماكن العامة، أو للسرقة أو الابتزاز أو مضايقات أو سوء المعاملة.

## المغرب
تنتشر فرق الشرطة السياحية بالمغرب في مدينة مراكش التي تعد بوابة سياحية بامتياز، ويرتكز عمل الفرقة في القاء القبض على النشالين الذين يتربصون بالسياح، وكذالك ايقاف الاشخاص الذين ينتحلون صفة المرشد السياحي بدون رخصة.

## الأردن
إدارة الشرطة السياحية واحدة من ادارات الشرطة المهمة في جهاز الأمن العام. وافراد الشرطة السياحية هم مرآة السياحة في الأردن حيث انهم يتعاملون مع الزوار العرب والاجانب على حد سواء. يعود تاريخ تأسيسها لعام 1958، حيث تم تخصيص عدد من افراد الشرطة السياحية في عام 1958 لغايات ارشاد وحماية الحجاج والسياح والوافدين للاماكن المقدسة، وقد أطلق على هذه الفئة (الشرطة الدينية أو شرطة الاديان) ثم الحق عدد من افراد هذه الشرطة في بعض المواقع السياحية الهامة، كالبتراء وجرش حيث تشكلت انذاك نواة للشرطة السياحية.
عام 1967 تم تشكيل (وحدة الشرطة السياحية) وكان مقرها في مبنى سلطة السياحة في عمان ثم انيطت مهام هذه الوحدة بقسم الشرطة السياحية والذي كان مقره في وزارة السياحة والاثاروكان تابعا لادارة العمليات في مديرية الأمن العام. وفي عام 1990 الحق هذا القسم بادارة مكتب الأمن الوقائي بعد فك ارتباطه من إدارة العمليات.
من شروط اختيار أعضاء الشرطة السياحية أن تتوافر فيها شروط معينة اهمها اتقان لغة اجنبية اوالتخصص في السياحة والاثار حيث ان عددا من المرتبات العاملة الآن في الميدان تتقن لغة اجنبية واحدة أو أكثر اومتخصصة في السياحة اواللغات الحديثة

### مراحل التأسيس

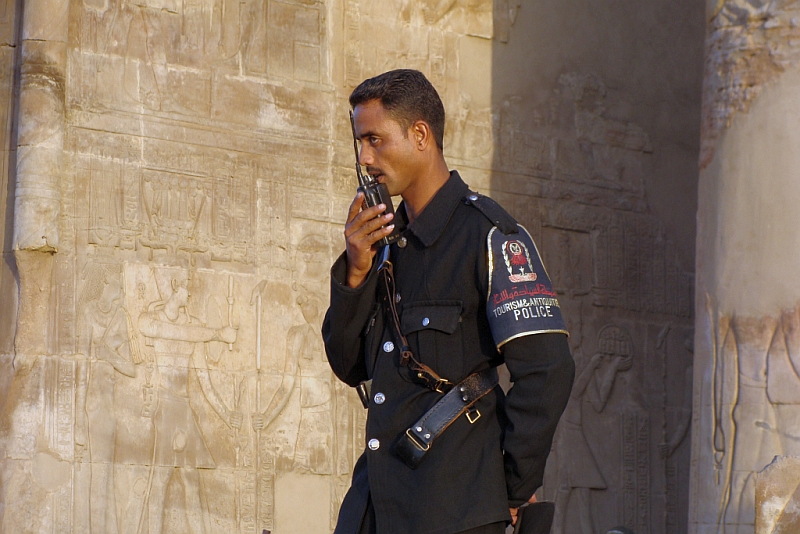
أحد أفراد شرطة السياحة والآثار عند أحد المعابد الفرعونية

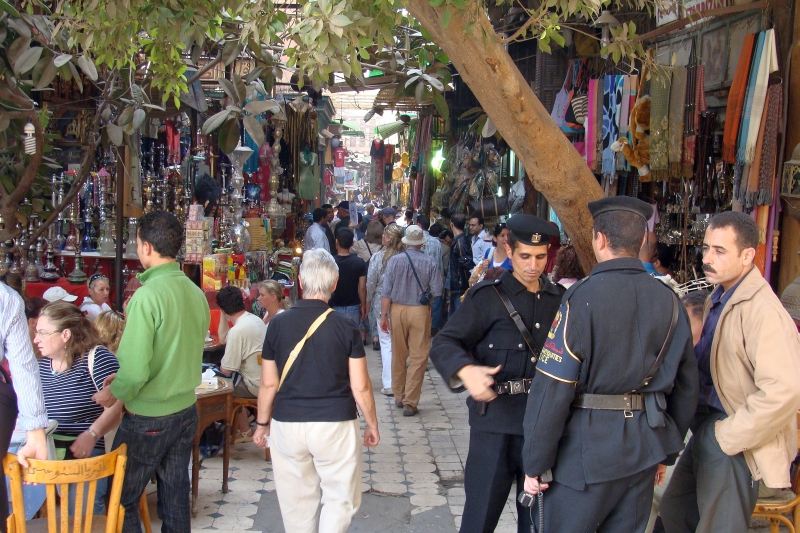
عناصر من شرطة السياحة والآثار بأحد طرقات خان الخليلي بالقاهرة

| العام        | التطورات |
| 1958م        | تم تشكيل شرطة الأديان ومقرها القدس الشريف ولها مفارز في البترا، قمران (موقع أثري يقع على شواطئ البحر الميت جنوب أريحا)، بيت لحم، أريحا والخليل. |
| 1967م        | أعيد تسمية شرطة الأديان لتصبح وحدة الشرطة السياحية ومقرها مبنى سلطة السياحة في عمان وتتبع لإدارة العمليات في مديرية الأمن العام. |
| 1988م        | أعيد تسمية الوحدة لتصبح قسم الشرطة السياحية ومقرها وزارة السياحة والآثار في عمان. |
| 1990م        | تم إتباع القسم بإدارة الأمن الوقائي. |
| 12/11/ 1994م | تم استحداث إدارة الشرطة السياحية كوحدة متخصصة بالأمن السياحي تتبع للمساعد للعمليات والتدريب. |
| 2018م        | تم إعادة هيكلة الإدارة، بما يخدم الأمن السياحي، وفقاً لاحتياجات قطاعات السياحة، حيث جرى إعادة توزيع الأقسام كماً ونوعاً، وإعادة هندسة إجراءات التحقيق السياحي، والترفيق الأمني، وآليات تنفيذ قرارات لجنة السياحة العليا، من حيث ضبط المخالفات، والإغلاقات. |